# Korjivka, Bila Țerkva
Korjivka (în ucraineană Коржівка) este un sat în comuna Ozerna din raionul Bila Țerkva, regiunea Kiev, Ucraina.

## Demografie
Componența lingvistică a localității Korjivka
     Ucraineană (98,4%)
     Rusă (1,6%)
Conform recensământului din 2001, majoritatea populației localității Korjivka era vorbitoare de ucraineană (98,4%), existând în minoritate și vorbitori de rusă (1,6%).